# Stóg Izerski
Der Stóg Izerski, auch Stóg (deutsch: Heufuder), ist ein Berg mit der Höhe 1105 m n.p.m. im schlesischen Teil des Isergebirges in Polen. Der Stóg Izerski ist einer der höchsten Berg des Isergebirges am Westrand des Hohen Iserkamms in der Gemeinde Mirsk.

## Beschreibung
Der Gipfel ist fast vollständig mit Nadelwald bewachsen. An seinem Nordhang befindet sich die Heufuderbaude auf einer Höhe von ca. 1060 m n.p.m. Bis ins Jahr 2000 befand sich auf dem Gipfel ein Aussichtsturm des Riesengebirgsvereins von 1892. Aufgrund seines schlechten Zustands wurde er abgetragen und an seiner Stelle 2004 ein Sendemast errichtet. Am Nordhang befindet sich das Skigebiet Ski & Sun sowie die Gondelbahn Stóg Izerski. An seinem Südhang entspringt der polnische Quellfluss der Iser, die dem Gebirge den Namen gab. Etwa zweieinhalb Kilometer südwestlich des Gipfels verläuft die polnisch-tschechische Grenze über den Smrk. Der Stóg Izerski ist der westlichste Gipfel des Sudeten-Hauptwanderwegs.